# Abigail Horáková
Abigail Horáková, rozená Hedvika Františka Černovická (16. ledna 1871 Turnov – 7. listopadu 1926 Turnov), byla česká spisovatelka, prozaička, dramatička, herečka a recitátorka.

## Život
Některé zdroje uvádějí chybný den narození (17.) Narodila se v Turnově v rodině truhláře Josefa Černovického (1831/1832) a jeho ženy Kateřiny, roz. Zychové (1835/1836). Svatbu měli 23. 10.1858. V rodině vyrůstala spolu se sourozenci, nejstarším Otakarem (1853) a staršími sestrami Marií (1857), Klárou (1859) a Kateřinou (1863). 
Již od útlého dětství ráda popouštěla uzdu fantazii, což mělo za následek její nepozornost ve škole. Jakmile se Hedvika naučila číst, našla velké zalíbení v knihách, ráda měla vyprávění, záhy sama vymýšlela příběhy, ale ze všeho nejvíce ji uchvátilo loutkové divadlo. Svou první drobnou roli ztvárnila u kočovného divadla ve hře „Princezna Majolena“, které přijelo do Turnova. U obecenstva sklidila ohromné ovace, ale její otec příliš nadšen nebyl.
V roce 1882 napsala Hedvika svou první hru „Hrabě Zorţo“, avšak její rodina tento počin brala spíše jako „neškodnou“ dětskou hru; dílo samé se nedochovalo. Do školy v Turnově chodila Hedvika pouhé tři roky, pak byla poslána k příbuzným do Chlen. Změna prostředí jí evidentně prospěla, školní prospěch se výrazně zlepšil a vzrostl její zájem o literaturu. V deseti letech přečetla mnoho her od W. Shakespeara a sama se pokoušela o verše, pohádky a příběhy. V zálibě v psaní pokračovala i po návratu do rodného Turnova, ale už ne jako Hedvika Černovická, ale pod vymyšleným uměleckým pseudonymem „Všemila Hruboskalská“. To už se rodiče začali strachovat, aby se jejich dcera náhodou nestala umělkyní, a proto bylo rozhodnuto, že se vyučí švadlenou. Hedviku šití příliš nenaplňovalo a dál snila, že se jednou stane herečkou.
V roce 1888 v Turnově pobývala divadelní společnost Vendelína Budila a Hedvika využila nabídku na své první angažmá. První cesta Hedviky s divadelní společností V. Budila vedla do Loun a následně setrvala delší dobu v Plzni. Nejprve byla obsazována do menších rolí, avšak později ji začal sám ředitel Budil obsazovat do těch významnějších. Po čase se s Budilem rozloučila a další angažmá získala v Kratochvílově divadelní společnosti. Bohužel, ani zde nevydržela příliš dlouho a přešla ke společnosti Josefa Viléma Suka a dále pak k Elišce Zöllnerové. Kolem roku 1892 získala angažmá u Muškovy společnosti, kde již setrvala déle. Zde konečně vystupovala i v hlavních rolích a ztvárnila mimo jiné i svou osudovou roli „Abigail“ ve hře „Sklenice vody“, kterou napsal Eugène Scribe. Tato role jí natolik přirostla k srdci, že si podle ní vybrala svůj pseudonym a od té doby už žádná Hedvika, ale pouze Abigail. Díky tomuto angažmá poznala i svého budoucího životního partnera, Josefa Horáka (1869), který působil u Muškovy divadelní společnosti jako nápověda.
V únoru roku 1893 se Abigail Černovická za Josefa Horáka provdala. Novomanželé Horákovi po čase odešli z Muškovy společnosti a přidali se ke společnosti Trnkově. V lednu roku 1894 s touto divadelní společností vystoupili v rodném Turnově ve hře G. Preissové „Gazdina roba“ a Abigailin výstup byl kritikou ohodnocen kladně. Bohužel ani v Trnkově divadelní společnosti se nezdržela příliš dlouho a manželé Horákovi vystřídali ještě společnosti J. Janovského a M. Kozlanské.
V roce 1899 se Abigail s manželem přestěhovala do Prahy a začala zde navštěvovat Pivodovu operní školu. Josef Horák začal zanedlouho působit jako recitátor a Abigail manžela na cestách doprovázela a podporovala. Jeho vystoupení nejprve zpestřovala pěveckými výstupy a později se pokusila o umělecké pohádkové večery pro děti. Abigail nechtěla pohádky pouze vyprávět, a tak je dramatizovala nejen slovem, ale i gestikulací a také se ke každé pohádce patřičně oblékala. Ve velkých městech se zdrželi déle, třeba týden, jinde setrvali jen několik dní. Během dne navštěvovali školy, odpoledne hráli pro nejmenší děti a neváhali přijet tam, kde cítili, že najdou porozumění a obdiv. Jejich vystoupení po Čechách, Moravě a Slezsku trvala přes deset let.
Abigail se v manželství narodily dvě děti, dcera Eva, která zřejmě zemřela záhy po narození, a syn Josef, narozený v Praze roku 1908. V roce 1911 se Abigail pokusila s manželem založit trvalou recitační síň v pražském Merkuru. Nápad byl uvítán, ale bohužel záhy svou činnost pro mizivý zájem ukončili. V roce 1915 byl její manžel povolán do vojenské služby na východní frontu, a tak se musela o syna starat sama. Psala ještě pilněji než kdy předtím, jezdila po městech a recitovala. V roce 1916 se natrvalo přestěhovala z Prahy zpět do rodného Turnova, kde se nadále věnovala umělecké tvorbě. V roce 1918 se shledala manželem, který se vrátil z války, a manželé opět společně pokračovali v započaté umělecké tvorbě.
Během cest si umělkyně podlomila zdraví, což mělo za následek krom jiného i zánět pobřišnice. V roce 1925 postihla A. Horákovou při výstupu v Chrudimi mrtvice[nepřesný odkaz] a o jejím kolapsu informoval i tehdejší tisk. Po lékařském ošetření v pardubické nemocnici se sice vzpamatovala, ale nemohla chodit. Po krátkém odpočinku se opět pustila do práce a koncem roku 1925 dokončila hru „Libuňský jemnostpán“, která později sklidila značný úspěch. V roce 1926 byla Abigail zaměstnána přepracováváním čerstvě dopsané hry, neboť ředitelství Národního divadla o toto dílo sice projevilo zájem, ale s určitými pasážemi nebylo zcela spokojeno. Uvedení této hry v ND se Abigail Horáková již nedočkala, neboť v podvečer 7. listopadu 1926 ve věku 55 let zemřela. Pohřeb se konal o dva dny později a byla pochována na městském hřbitově v Turnově.

## Dílo

### Divadelní hry
- Máma, divadelní drama (1901)
- Ejhle člověk!, divadelní drama (1902)
- Očista, divadelní drama (1903)
- Signora Čiči, divadelní fraška (1903)
- Dolorosa, drama o čtyřech dějstvích (1903)
- Pariové: hra o jednom dějství (1905)
- Jarní vody: veselá hra o čtyřech dějstvích (1908)
- Páni: hra o třech dějstvích (1908)
- Na pevné půdě: veselohra o třech dějstvích (1913)
- Vojťánek, drama (1915)
- Hoře (Plané růže), drama (1915)
- Žena legionářova: obraz ze života o třech dějstvích (1919)[17]
- Malá diva: hra o čtyřech dějstvích s proměnou (1920)
- O hvězdném šuhaji: slovenská pohádka o třech obrazech s předehrou a dohrou (1922)
- Prstýnek: lidová hra z 18. století o třech dějstvích: hra z dob temna – za spolupráce dra J. V. Šimáka (1924)
- Husitské jiskry: historický obraz ze dnů pobělohorských – s ilustracemi Františka Vrobla (1925)
- Libuňský jemnostpán: hra o třech dějstvích (1925)

### Próza
- O Káče drkotné a jiné veselé historky: [Prosa z let 1908–1918] (1927)
- Svatý Antonínek (1961)

## Galerie

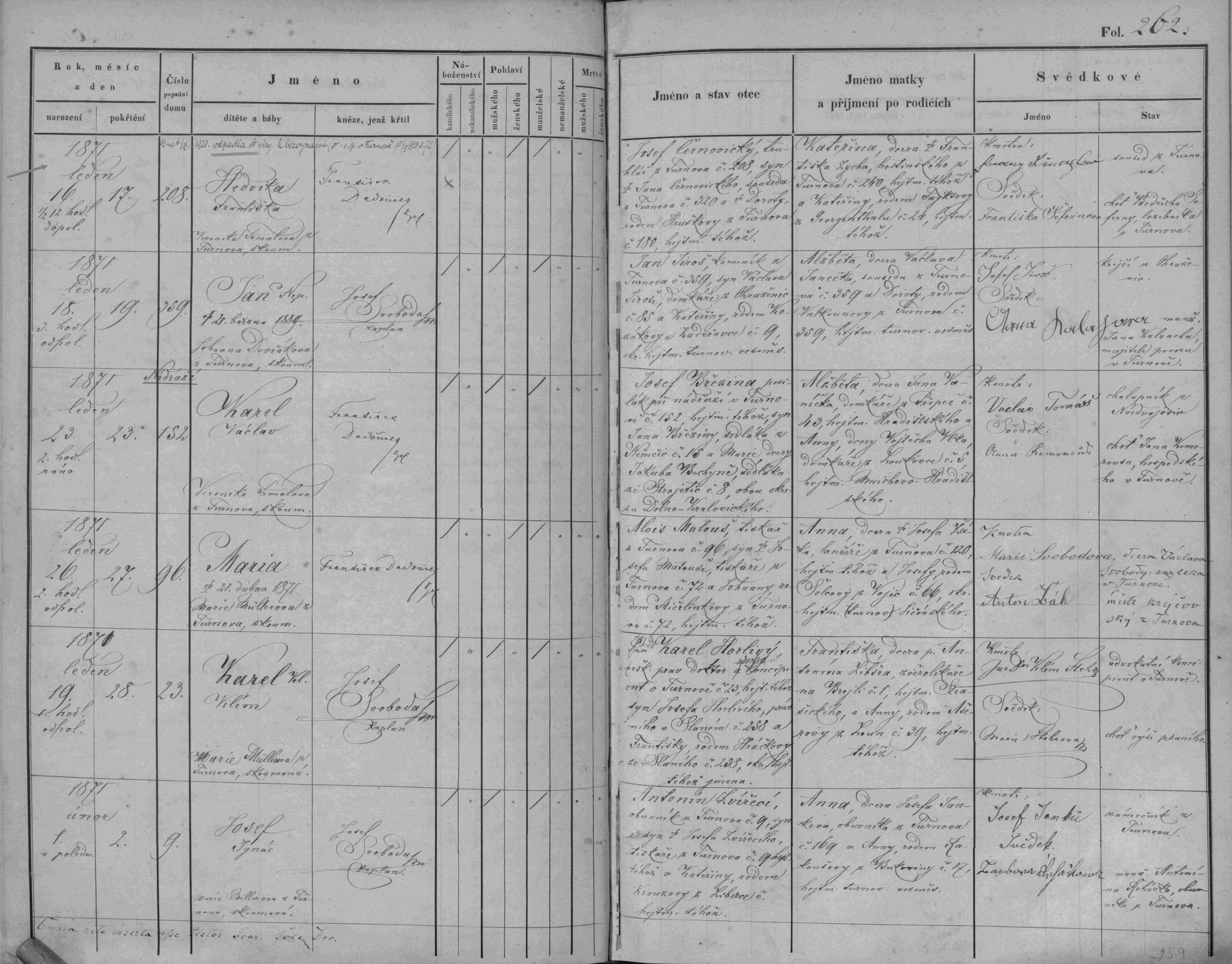
Matriční záznam Hedviky Černovické
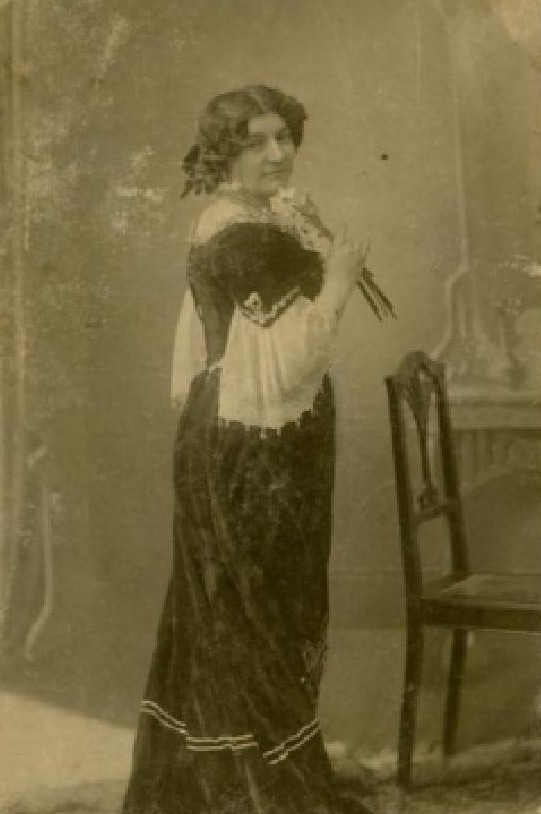
Abigail Horáková (v různých kostýmech) 1
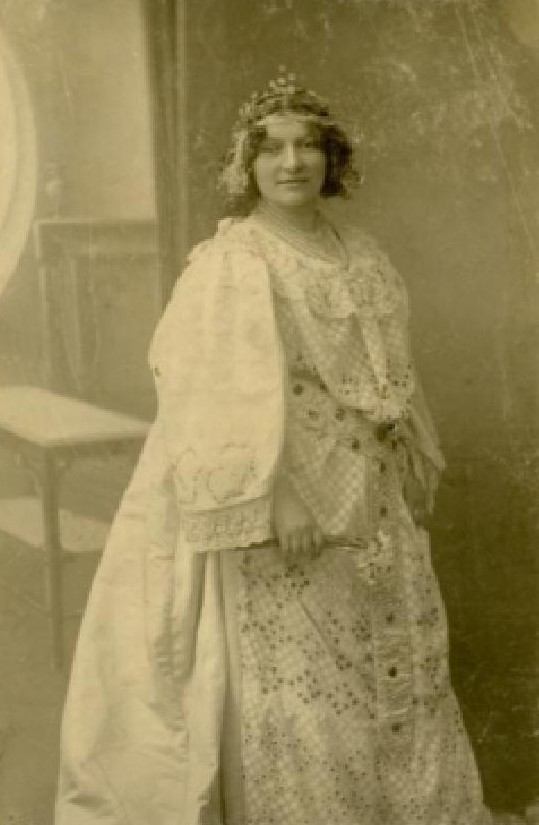
Abigail Horáková (v různých kostýmech) 2
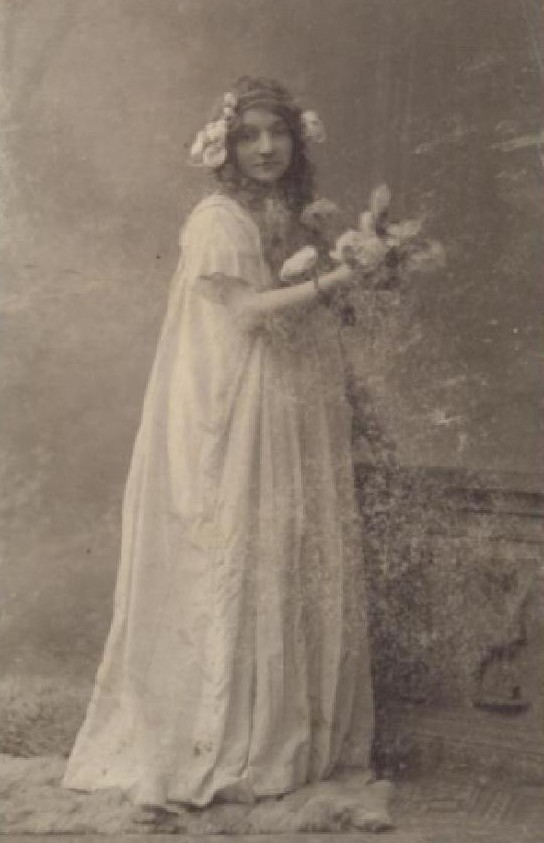
Abigail Horáková (v různých kostýmech) 3
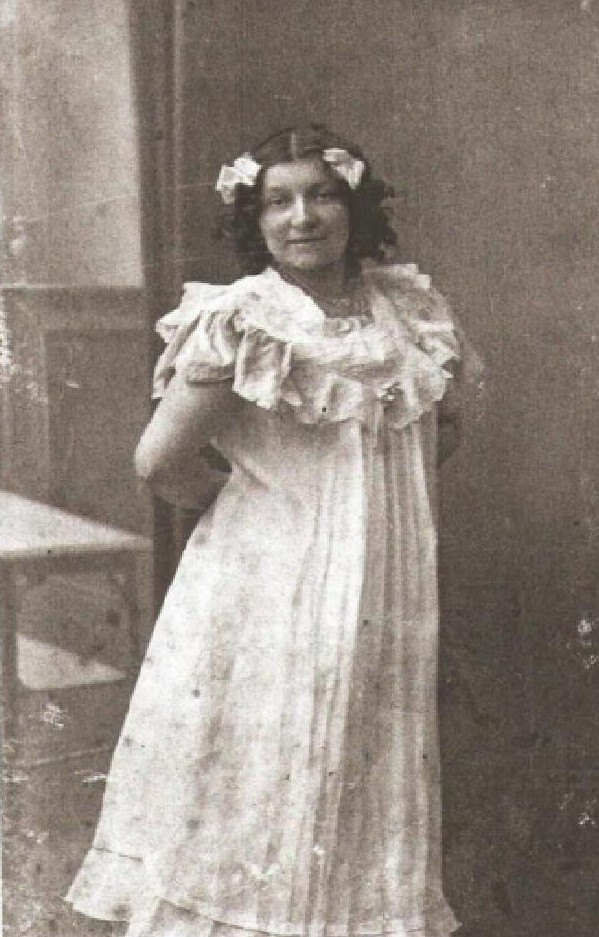
Divadelní herečka Abigail Horáková
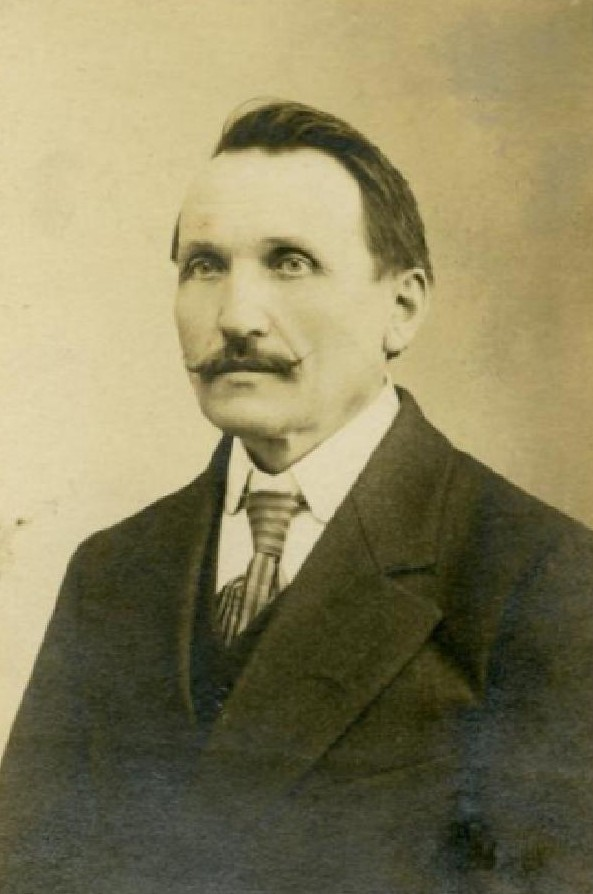
Josef Horák (manžel Abigail Horákové) asi ve věku 55 let
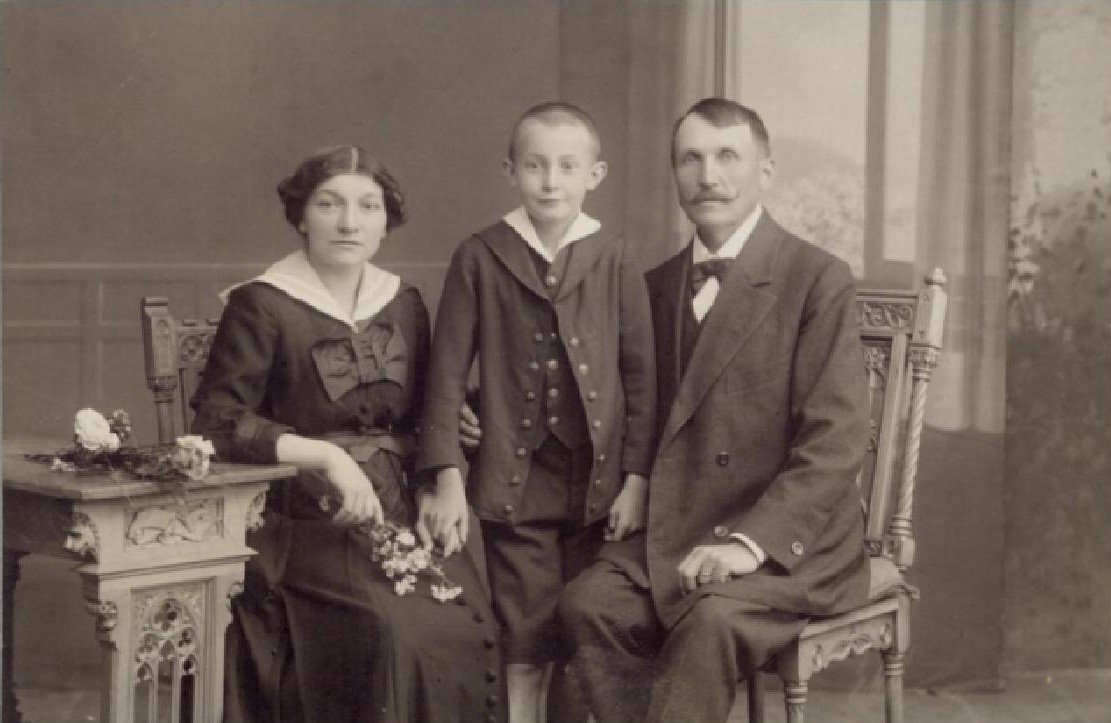
Manželé Horákovi se synem (okolo roku 1915)
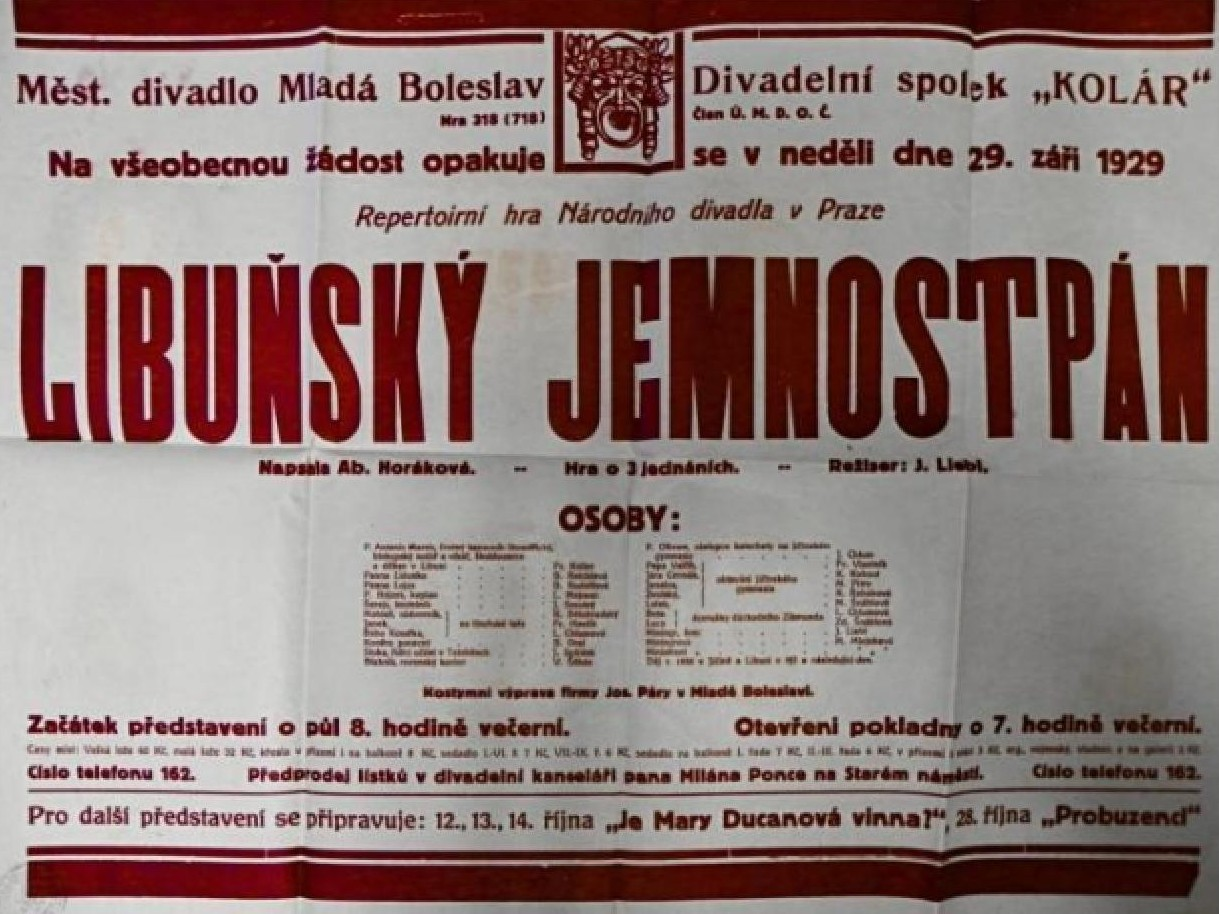
Plakát hry "Libuňský jemnostpán", Městské divadlo Mladá Boleslav 29. září 1929
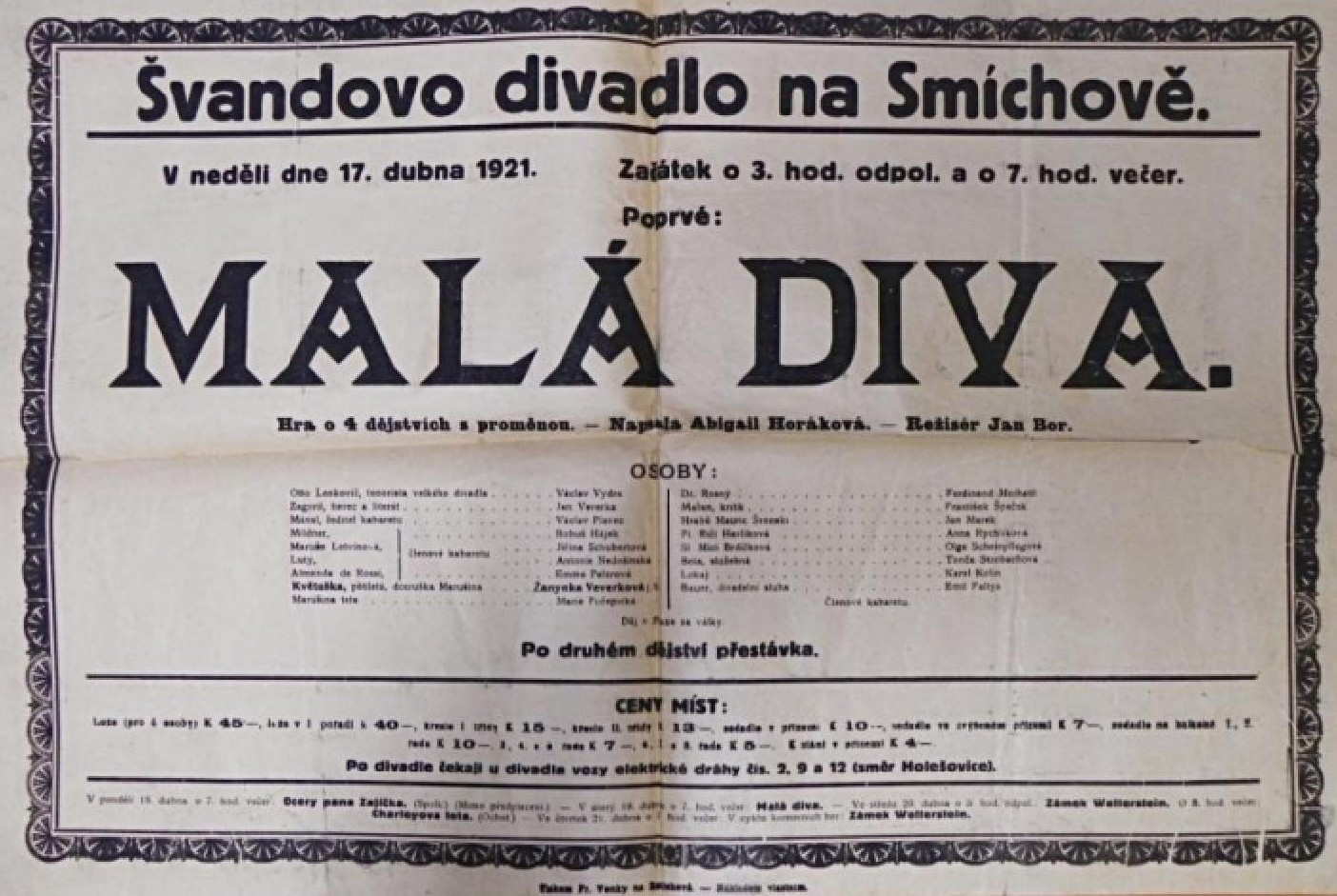
Plakát hry "Malá diva", Švandovo divadlo na Smíchově, premiéra 17. dubna 1921
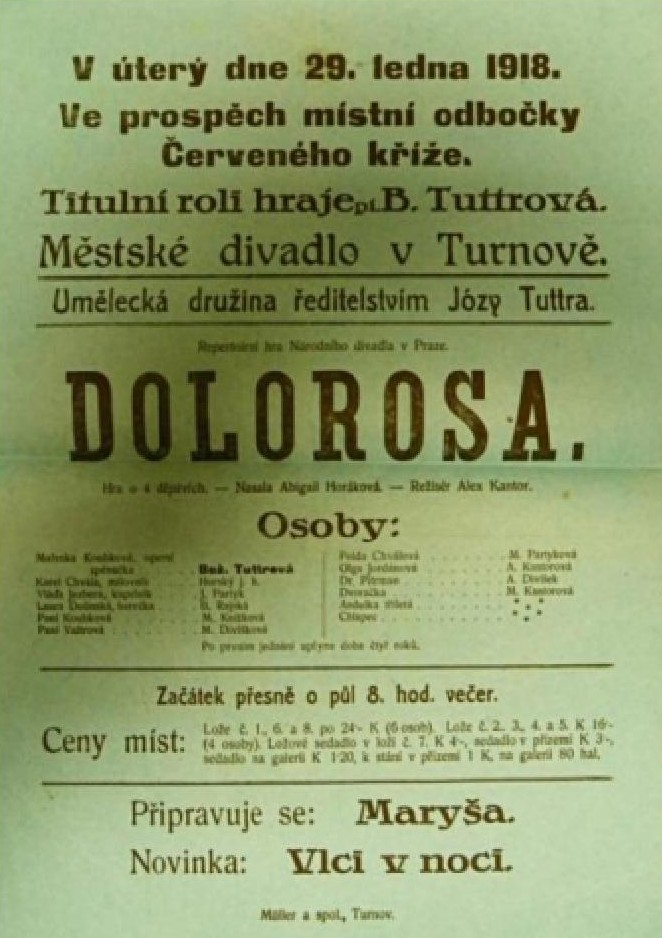
Plakát hry Dolorosa, Městské divadlo v Turnově, 29. ledna 1918
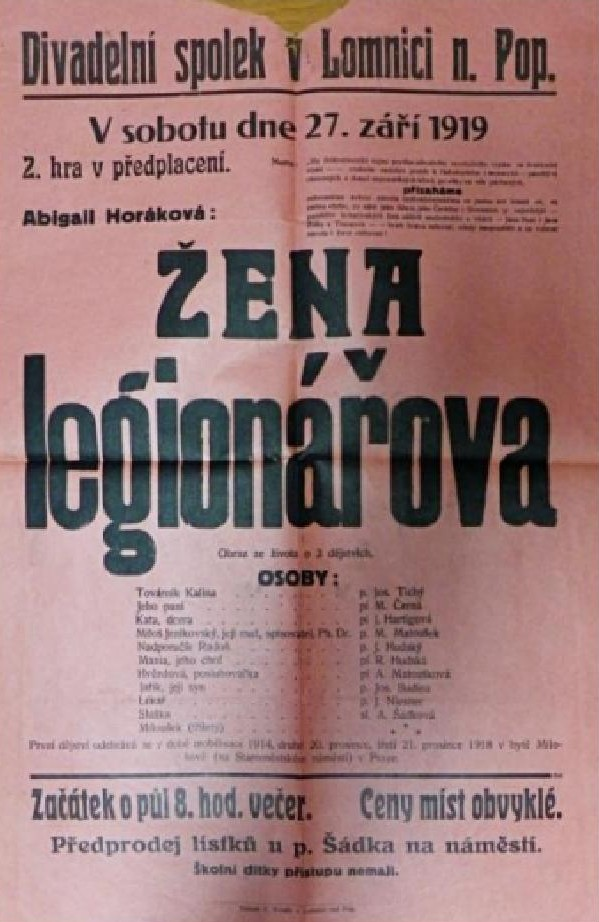
Plakát hry Žena legionářova, divadlo v Lomnici nad Popelkou 27. září 1919